# Vișeu
De Vișeu (Hongaars: Visó, Duits: Wischau, Oekraïens: Vysjova) is een rivier in de Maramureș, het noordwesten van Roemenië. Het is een zijrivier van de Tisza die ontspringt in het Maramureșgebergte, de uiterste zuidrand van de Beskiden of Woudkarpaten. De rivier is 77 km lang en stroomt in noordwestelijke richting.
De bron van de Vișeu bevindt zich aan de voet van de Prisloppas, die het dal van de rivier verbindt met dat van de Bistrița.
De eerste nederzetting aan de Vișeu is Borșa aan de monding van de Cisla, een riviertje dat herhaaldelijk zware metalen vanuit de goudmijn van Baia Borșa heeft aangeleverd. Hier begint, of eindigt, ook de spoorlijn die de loop van de rivier verder blijft volgen.
De enige andere belangrijkere nederzetting is Vișeu de Sus, een stadje dat sinds de achttiende eeuw veel Duitse inwoners telt: het zijn Zipsers, immigranten uit het huidige Slowakije. Tot de Tweede Wereldoorlog had Vișeu de Sus ook veel joodse inwoners.
Behalve Roemenen (de overgrote meerderheid) en Duitsers wonen er langs de Vișeu Hongaren en Roethenen. De laatste groep, Oekraïenstalige aanhangers van de geünieerde Oekraïens-Katholieke Kerk, heeft in dit dal zijn belangrijkste vertegenwoordiging binnen Roemenië.
Langs de Vișeu staan enkele van de houten kerken waar de Maramureș beroemd om is, maar aanzienlijk minder dan langs de Iza, de rivier die evenwijdig aan de Vișeu naar de Tisza stroomt. Ze zijn te vinden in Borșa en in Moisei.